# Productions de Bangladesh
Cet article présente la liste des productions musicales réalisées par Bangladesh.

## 2000
- Ludacris : Back for the First Time
  - U Got a Problem?
  - 1st and 10 (featuring Infamous 2-0 & Lil Fate)
  - What's Your Fantasy (featuring Shawnna & Sessy Melia)
  - Stick Em Up (featuring UGK)
  - Hoe

- Ludacris : Word of Mouf
  - Coming 2 America
  - Go 2 Sleep (featuring I-20, Lil Wilson, Three 6 Mafia)
  - Get the Fuck Back (featuring I-20, Lil Fate & Shawnna)
  - Freaky Thangs (featuring Twista & Jagged Edge
  - Block Lockdown (featuring I-20)

## 2004
- 8Ball & MJG : Living Legends
  - Intro
  - You Don't Want Drama (featuring P. Diddy)
  - Forever (featuring Lloyd)
  - Living Legends (Interlude)
  - Don't Make

- Petey Pablo : Still Writing in My Diary: 2nd Entry
  - Vibrate (featuring Rasheeda)

- Ciara : Goodies
  - Hotline

- Shawnna : Worth tha Weight
  - R.P.M. (featuring Twista & Ludacris)

- Yung Wun : The Dirtiest Thirstiest
  - I Tried to Tell Ya

## 2005
- N2U : Issues
  - No… Say No

- Young Gunz : Brothers from Another
  - Same Shit, Different Day

- Missy Elliott : The Cookbook
  - Click Clack

## 2006
- Tha Dogg Pound : Cali Iz Active
  - Make Dat Pussy Pop (featuring Paul Wall)

- Kelis : Kelis Was Here
  - Bossy (featuring Too $hort)
  - Aww S***! (featuring Smoke)
  - Handful

- Lil Scrappy : Bred 2 Die Born 2 Live
  - Pussy Poppin (featuring Lloyd)

- One Chance : Ain't No Room for Talkin'
- So Emotional

## 2007
- 8Ball & MJG : Ridin High
  - Get Low

- M.I.A. : Passport Music
  - Hit That

- Lil Wayne : Tha Carter III
  - A Milli

## 2008
- Dem Franchize Boyz : Our World, Our Way
  - Talkin' Out da Side of Ya Neck!

- Tay Dizm : Welcome to the New World
  - Beam Me Up (featuring T-Pain & Rick Ross)
  - Dreamgirl (featuring Akon)

- Beyoncé : I Am... Sasha Fierce
  - Video Phone
  - Diva

- Lil' KeKe : Loved by Few, Hated by Many
  - What It's Made For (featuring Blak)

- Busta Rhymes : I Got Bass

## 2009
- Mario : D.N.A.
  - Break Up

- Willy Northpole : Tha Connect
  - Ghetto Tour Guide
  - Get Up, Get Down

- Shawnna : Block Music
  - Block Music (Bang)

- Sean Garrett
  - Up in My Heart (featuring Gucci Mane)
  - Get It All (featuring Nicki Minaj)

- Gucci Mane  : The State vs. Radric Davis
  - Stupid Wild (featuring Lil Wayne & Cam'ron)
  - Lemonade

- Fabolous : There Is No Competition 2 - The Funeral Service
  - For the Money (featuring Nicki Minaj)

- Jamie Foxx
  - Speak French (featuring Gucci Mane)

## 2010
- Ludacris : Battle of the Sexes
  - Party No Mo (featuring Gucci Mane)

- Usher : Raymond v. Raymond
  - She Don't Know (featuring Ludacris)

- R. Kelly
  - Tongues (featuring Ludacris)

- Ice Cube
  - She Couldn't Make It on Her Own (featuring Doughboy & OMG)

- Jessica Mauboy
  - Get 'Em Girls (featuring Snoop Dogg)

- Nicki Minaj : Pink Friday
  - Did It On'em

- Kesha : Cannibal
  - Sleazy

## 2011
- Lil Wayne : Tha Carter IV
  - 6 Foot 7 Foot (featuring Cory Gunz)

- Bad Meets Evil : Hell: The Sequel
  - A Kiss

- Rihanna : Talk That Talk
- Cockiness (Love It)

## 2012
- E-40 : The Block Brochure: Welcome to the Soil 1
  - They Point (featuring Juicy J & 2 Chainz)

- Brandy : Two Eleven
  - Put It Down (featuring Chris Brown)

- Far East Movement : Dirty Bass
  - Basshead (featuring YG)